# Villeberny
Villeberny ist eine französische Gemeinde mit 99 Einwohnern (Stand 1. Januar 2022) im Département Côte-d’Or in der Region Bourgogne-Franche-Comté. Sie gehört zum Arrondissement Montbard und zum Kanton Semur-en-Auxois. 
Sie grenzt im Norden an Jailly-les-Moulins, im Nordosten an Boux-sous-Salmaise, im Osten an Salmaise, im Südosten an Villy-en-Auxois, im Süden an Massingy-lès-Vitteaux, im Südwesten an Vitteaux und im Westen an Dampierre-en-Montagne.

## Siehe auch

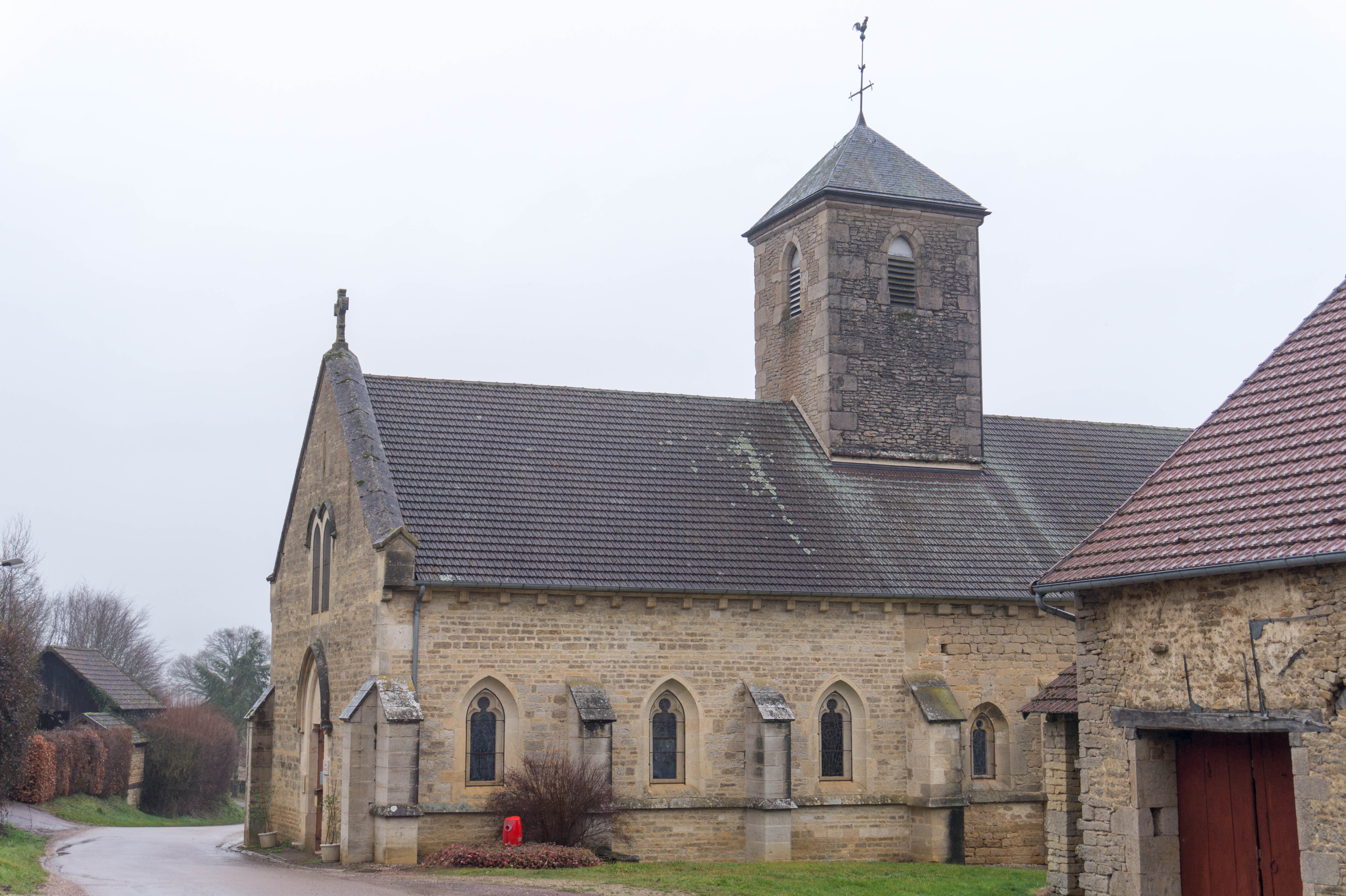
Kirche Saint-Nicolas

## Bevölkerungsentwicklung
| Jahr                       | 1962 | 1968 | 1975 | 1982 | 1990 | 1999 | 2008 | 2015 |
| -------------------------- | ---- | ---- | ---- | ---- | ---- | ---- | ---- | ---- |
| Einwohner                  | 160  | 124  | 97   | 93   | 83   | 74   | 84   | 90   |
| Quellen: Cassini und INSEE |      |      |      |      |      |      |      |      |